# ویتوریا دی سیلوریو
ویتوریا دی سیلوریو (ایتالیایی: Vittoria Di Silverio) بازیگر اهل ایتالیا است.
از فیلم‌ها یا برنامه‌های تلویزیونی که وی در آن نقش داشته‌است، می‌توان به فروشگاه بزرگ اشاره کرد.